# Canta U Populu Corsu
 Canta U Populu Corsu è un gruppo musicale corso fondato nel 1973.

## Discografia
- Eri, oghje, dumane 1975
- Libertà 1976
- Canti di a terra è di l'omi 1977
- A strada di l'avvene 1978
- Chjamu a puesia 1979
- Festa zitellina 1979
- Théâtre de la ville 1981
- Ci hè dinù 1982
- Sintineddi 1995
- In Cantu 1993
- Memoria 1998
- Rinvivisce 2001
- 30 anni - Giru 2003
- Bataclan 2005
- Sparte 2009